# Tabor (priimek)
Tabor je priimek v Sloveniji, ki ga je po podatkih Statističnega urada Republike Slovenije na dan 1. januarja 2010 uporabljalo 50  oseb in je med vsemi priimki po pogostosti uporabe uvrščen na 7.540. mesto.
- Ludvik Tabor (1924—1997), zdravnik radiolog